# Sarah Ulmer
Sarah Elizabeth Ulmer, ONZM, (* 14. März 1976 in Auckland) ist eine ehemalige  neuseeländische Radsportlerin, die auf Bahn und Straße erfolgreich war. Auf der Bahn war sie Spezialistin für die Einerverfolgung; in dieser Disziplin wurde sie Olympiasiegerin und Weltmeisterin.

## Sportliche Laufbahn
Sarah Ulmer stammt aus einer Radsportfamilie. Ihr Großvater Ron vertrat Neuseeland bei den British Empire Games 1938, und ihr Vater Gary, der sie auch trainierte, war neuseeländischer Meister auf Straße und Bahn.
1994 wurde Ulmer Junioren-Weltmeisterin in der Einerverfolgung und im Punktefahren, nachdem sie im Jahr zuvor schon Vize-Weltmeisterin in dieser Disziplin geworden war. 2002 errang sie als Mannschaftskapitänin bei den Commonwealth Games die Goldmedaille in der Einerverfolgung. 2004 wurde sie Weltmeisterin. Ebenfalls 2004 wurde sie bei den Olympischen Spielen in Athen Olympiasiegerin in ihrer Spezialdisziplin. Dabei stellte sie mit einer Zeit von 3:24,537 Minuten einen neuen Weltrekord auf. Sie war die erste Neuseeländerin, die bei Olympischen Spielen Gold im Radsport holte; bei der Abschlussfeier trug sie die neuseeländische Fahne.
Nach den Olympischen Spielen in Athen verlegte Sarah Ulmer ihren sportlichen Schwerpunkt auf den Straßenradsport. 2005 wurde Ulmer zweifache neuseeländische Meisterin, im Straßenrennen sowie im Einzelzeitfahren. Im selben Jahr errang sie in den beiden selben Disziplinen zwei Titel bei den Ozeanienspielen. 2006 gewann sie die Neuseeland-Rundfahrt der Frauen. 2007 beendete sie ihre Radsportlaufbahn; sie betreibt seitdem ihr eigenes Unternehmen SUB (Sarah Ulmer Brand) für Kleidung, Eventorganisation und Radsport. 2008 gehörte sie zum Betreuerstab der neuseeländischen Olympiamannschaft in Peking.

## Ehrungen
1994 wurde Sarah Ulmer neuseeländische Sportlerin des Jahres. 2005 wurde sie für ihre Verdienste um den Radsport zum Officer of the New Zealand Order of Merit ernannt. 2004 wurde sie mit dem Halberg Award für verdiente Sportler geehrt, 2002 und 2004 mit dem Lonsdale Cup, einer Auszeichnung des neuseeländischen Olympischen Komitees.

## Erfolge

### Bahn
1993

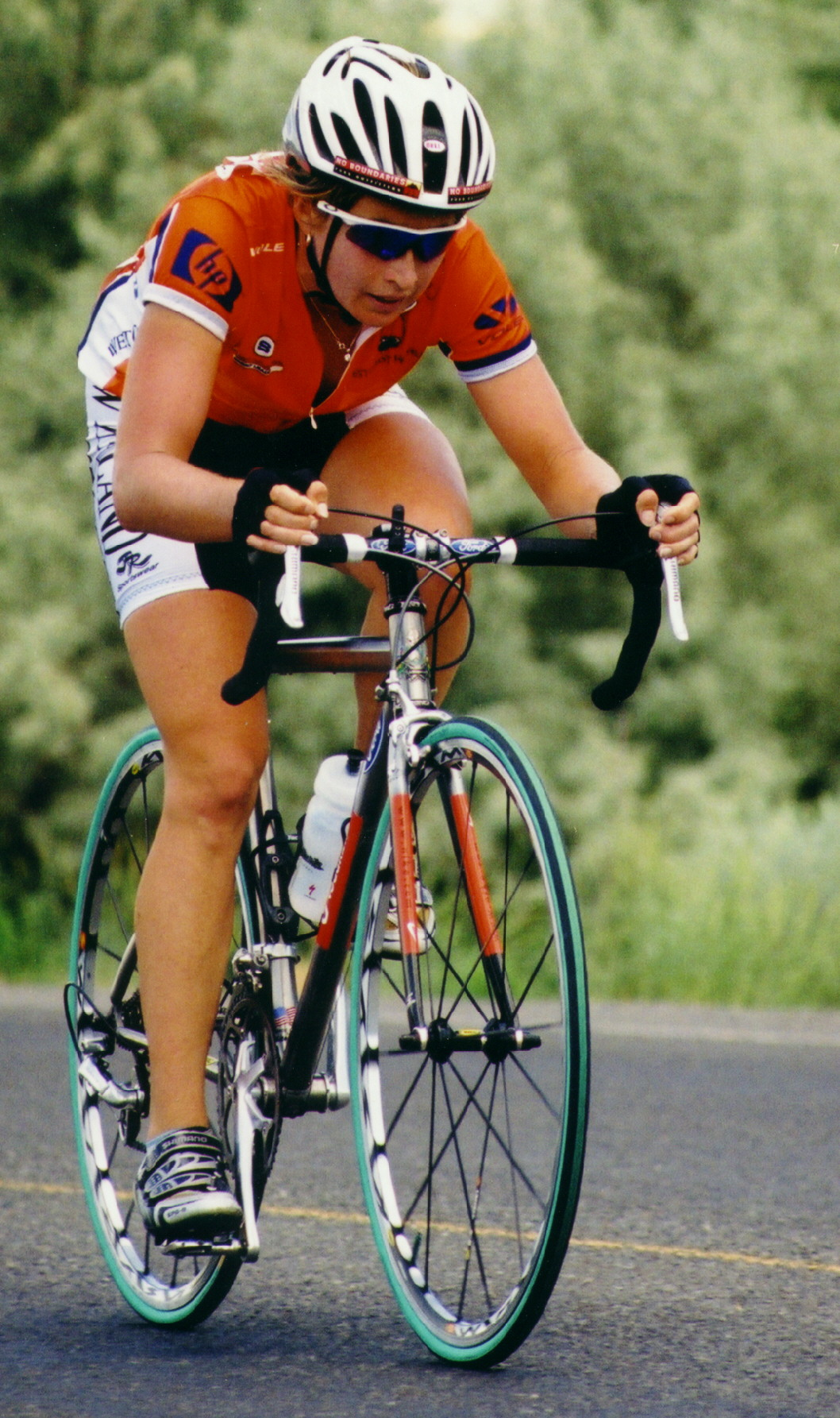
Ulmer bei der Women’s Challenge 2002

- Junioren-Weltmeisterschaft – Einerverfolgung

1994
- Junioren-Weltmeisterin – Einerverfolgung, Punktefahren
- Commonwealth Games – Einerverfolgung

1998
- Commonwealth Games – Einerverfolgung
- Commonwealth Games – Punktefahren

1999
- Weltmeisterschaft – Punktefahren

2002
- Commonwealth-Games-Siegerin – Einerverfolgung
- Bahnrad-Weltcup in Sydney – Scratch, Einerverfolgung

2003
- Bahnrad-Weltcup in Sydney – Einerverfolgung

2004
- Olympiasiegerin – Einerverfolgung
- Weltmeisterin – Einerverfolgung
- Bahnrad-Weltcup in Sydney – Einerverfolgung

### Straße
2001
- eine Etappe Tour de l’Aude Cycliste Féminin

2004
- eine Etappe Geelong Bay Classic

2005
- Ozeanienspielesiegerin – Straßenrennen, Einzelzeitfahren
- Neuseeländische Meisterin – Straßenrennen, Einzelzeitfahren

2006
- Gesamtwertung und zwei Etappen Neuseeland-Rundfahrt der Frauen